# Rodzeństwo mleczne
Rodzeństwo mleczne – określenie relacji dziecka w stosunku do drugiego niespokrewnionego z nim dziecka, wynikającej z faktu, że obie te osoby wykarmiła piersią ta sama kobieta, pod warunkiem, że kobieta ta jest biologiczną matką jednej z tych osób. Szczególnym przykładem rodzeństwa mlecznego jest siostra mleczna - dziewczynka wykarmiona przez matkę niespokrewnionego z nią dziecka.

## Przykłady
W roku 644 nowy kalif Usman odwołał Umra, mianując w jego miejsce namiestnikiem Egiptu swojego mlecznego brata Abd Allaha Ibn Sada.
Alicja, wieśniaczka, mleczna siostra Roberta z opery Giacomo Meyerbeera Robert Diabeł.
Mleczny brat, krótkometrażowy film z 2014 roku, przy czym w przypadku tego filmu określenie to należy rozumieć w przenośni, gdyż chodzi tu o relację między chłopcem a zwierzęciem.